# Glossobalanus berkeleyi
Glossobalanus berkeleyi — вид кишководишних напівхордових родини птиходерових (Ptychoderidae).

## Поширення
Представники виду знайдені лише у затоці П'юджет-Саунд (штат Вашингтон, США) та у протоці Джорджія (Британська Колумбія, Канада).